# Chlapec v pruhovaném pyžamu
Chlapec v pruhovaném pyžamu (anglicky The Boy in the Striped Pyjamas) je román od Johna Boyne. V roce 2008 podle něj natočil režisér Mark Herman stejnojmenný film.

## Děj
Devítiletý chlapec Bruno celý svůj dosavadní život prožil se svou rodinou – maminkou, otcem, sestrou, bydleli v luxusním domě s velkou zahradou v Berlíně. Otec však obdrží neodmítnutelnou pracovní nabídku a celá rodina se odstěhuje. Jejich nový dům se nachází uprostřed nehostinné pustiny, kde není vůbec nic, na co byl Bruno doposud zvyklý. Jediné, co se nachází vedle domu, je obrovský vysoký plot a za ním ohromná spousta lidí v pruhovaných pyžamech a čapkách. Bruno žije tak trochu ve svém vlastním světě, zabývá se vlastními problémy a možná proto vůbec nechápe, co se za plotem děje. Při jednom z jeho dobrodružných pátrání se rozhodne, že celé té tajemné věci přijde na kloub. Vydá se podél plotu. Jde dlouho, až uvidí postavičku malého chlapce v pruhovaném pyžamu. Seznámí se s ním a časem se z nich stanou nejlepší přátelé i přesto, že bydlí každý na jiné straně plotu. Od té doby se pravidelně scházejí a navzájem si povídají o životě, vzpomínkách na minulý domov. Do té doby než se chlapci Šmuelovi z druhé strany plotu ztratí otec. Když to řekne Brunovi, ten se rozhodne, že mu pomůže ho najít. Bruno se další den podhrabe pod plotem a vezme si na sebe pruhované pyžamo. Když se Šmuelem hledají jeho otce, Bruna začnou hledat doma. Ten den přijde řada na lidi z chlapcova bloku. S myšlenkou, že jdou do sprch, přijdou oba dva chlapci o život v plynové komoře. 
Závěrečná scéna ukazuje Brunovu matku, sestru a v areálu koncentračního tábora i otce, když si uvědomí, co se skutečně stalo.